# نادي باولم
نادي باولم لكرة القدم (بالفرنسية: FC Baulmes)‏ نادي كرة قدم سويسري يلعب في دوري الدرجة الأولى . تم تأسيس النادي في سنة 1940 .